# Lahiri Mahasaya
Shyama Charan Lahiri (bengali : শ্যামাচরণ লাহিড়ী) plus connu sous le nom de Lahiri Mahasaya (30 septembre 1828 - 26 septembre 1895), est un yogi indien et un disciple de Mahavatar Babaji. Mahasaya est un titre sanscrit, spirituel traduit par « grande âme ».
Il est également connu sous le nom de Yogiraj et Kashi Baba. Il a promu la science du Kriya Yoga qui lui fut instruite par Mahavatar Babaji en 1861. Lahiri Mahasaya est aussi le guru (précepteur spirituel) de Sri Yukteswar Giri (lui-même guru de Paramahansa Yogananda). C'est un original parmi les personnes saintes indiennes, en ce sens que c'est un chef de famille - marié, élevant une famille et travaillant comme comptable pour le département d'ingénierie militaire du gouvernement indien britannique. Lahiri vit avec sa famille à Varanasi plutôt que dans un temple ou un monastère. Il acquiert une réputation importante parmi les religieux hindous du XIXe siècle.
Il devient connu en occident grâce à Paramahansa Yogananda, un disciple de Yukteswar Giri, et par l'Autobiographie d'un Yogi de Yogananda. Yogananda écrit que Lahiri a été choisi par Mahavatar Babaji pour réintroduire dans le monde la pratique perdue du Kriya Yoga. Les disciples de Lahiri comprennent les deux parents de Yogananda ainsi que le propre guru de Yogananda. Lahiri Mahasaya prophétise que l'enfant Yogananda deviendrait un yogi, et « en tant que moteur spirituel, il portera beaucoup d'âmes au royaume de Dieu ».

## Biographie

### Jeunesse
Lahiri est né dans une famille brahmane dans le village de Ghurni (actuellement un quartier de la ville de Krishnanagar) dans le district de Nadia au Bengale (actuel Bangladesh). Il est le plus jeune fils de Muktakashi, épouse de Gaur Mohan Lahiri. Sa mère meurt alors qu'il est encore un enfant - il connaît très peu de choses d'elle, sauf qu'elle est une dévote de Lord Shiva. À l'âge de trois ou quatre ans, il est souvent vu assis en méditation, avec son corps enterré dans le sable jusqu'au cou. À l'âge de cinq ans, la maison ancestrale de la famille est perdue dans une inondation, de sorte que la famille déménage à Varanasi, où il passera la plus grande partie de sa vie.
Enfant, il étudie l'ourdou et l'hindi, allant progressivement vers le bengali, le sanskrit, le persan, le français et l'anglais au collège sanskrit du gouvernement, ainsi que les Védas. Réciter les Védas, se baigner dans le Gange et accomplir le culte fait partie de sa routine quotidienne.
En 1846, il se marie avec Srimati Kashi Moni. Ils ont deux fils, Tincouri et Ducouri, et trois filles, Harimoti, Harikamini et Harimohini. Ses deux fils sont considérés comme des saints. Sa femme devient son disciple et est affectueusement appelée par Guru Ma. Son travail de comptable dans le département d'ingénierie militaire du gouvernement anglais l'emmène dans toute l'Inde. Après la mort de son père, il assume le rôle de soutien de toute la famille à Varanasi.

### Professeur de Kriya Yoga

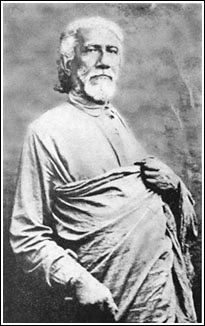
Yukteswar Giri
disciple de Lahiri Mahasaya

En 1861, Lahiri est transféré à Ranikhet, sur les contreforts de l'Himalaya. Un jour, en marchant dans les collines, il entend une voix qui l'appelle. Après avoir grimpé plus loin, il rencontre son Guru Mahavatar Babaji, qui l'initie aux techniques du Kriya Yoga. Babaji déclare à Lahiri que le reste de sa vie devait être donné pour répandre le message du Kriya.
Peu de temps après, Lahiri Mahasaya revient à Varanasi où il commence à initier des chercheurs sincères sur le chemin du Kriya Yoga. Au fil du temps, de plus en plus de personnes se rassemblent pour recevoir les enseignements du Kriya de Lahiri. Il organise de nombreux groupes d'étude et donne des discours réguliers sur la Bhagavad Gita à ses « Assemblées Gita ». Il donne sans contreparties l'initiation au Kriya à ceux de toute foi, y compris les hindous, les musulmans et les chrétiens, à un moment où la bigoterie des castes est très forte. Il encourage ses étudiants à adhérer aux principes de leur propre foi, en ajoutant les techniques du Kriya à ce qu'ils pratiquent déjà.
Il continue son double rôle de comptable et de soutien de famille, et d'enseignant de Kriya Yoga jusqu'en 1886, lorsqu'il se retire dans une pension. De plus en plus de visiteurs viennent le voir à ce moment-là. Il quitte rarement son salon, à la disposition de tous ceux qui cherchent son darshan. Il montre souvent l'état sans souffle du samādhi superconscient.
Au cours des années, il initie des jardiniers, des facteurs, des rois, des maharajas, des sannyasins, des chefs de famille, des personnes considérées comme venant de castes inférieures, des chrétiens et des musulmans. À cette époque, il est inhabituel d'avoir un brahmin strict associé avec des personnes de toutes les castes.
Certains de ses disciples notables comprennent Panchanan Bhattacharya, Yukteswar Giri, Pranabananda, Keshavananda Brahmachari, Bhupendranath Sanyal et les parents de Paramahansa Yogananda. D'autres qui ont reçu une initiation à Kriya Yoga de Lahiri sont Bhaskarananda Saraswati de Benares, Balananda Brahmachari de Deogarh, Maharaja Iswari Narayan Sinha Bahadur de Benares et son fils,.
Le biographe et Yogacharya Dr Ashoke Kumar Chatterjee, dans son livre « Purana Purusha », démontre que Lahiri a initié Sai Baba de Shirdi au Kriya Yoga, basé sur un passage dans le journal secret n°26 de Lahiri. Il donne la permission à un disciple, Panchanan Bhattacharya, de créer une institution à Calcutta pour diffuser les enseignements du Kriya Yoga. La Arya Mission Institution a publié des commentaires de Lahiri sur la Bhagavad Gita, ainsi que sur d'autres livres spirituels, y compris une traduction bengalaise de la Gita. Lahiri lui-même a imprimé des milliers de petits livres avec des passages extraits de la Gita, en bengali et en hindi, et les a distribués gratuitement, une idée inhabituelle à cette époque.
En 1895, il commence à rassembler ses disciples, en laissant certains savoir qu'il abandonnerait bientôt le corps. Peu avant sa mort, il dit simplement: « Je rentre chez moi. Soyez réconforté, je me relèverai ». Il fait ensuite trois tours, puis face au nord, quitte consciemment son corps, entrant en mahasamadhi. Lahiri Mahasaya meurt le 26 septembre 1895.

## Enseignements

### Kriya Yoga
La pratique spirituelle centrale qu'il enseigne à ses disciples est le Kriya Yoga, une série de pratiques de pranayama internes qui accélèrent rapidement la croissance spirituelle du praticien. Il enseigne cette technique à tous les chercheurs sincères, indépendamment de leur origine religieuse. En réponse à de nombreux types de problèmes que les disciples lui apportent, ses conseils seraient les mêmes — pratiquer plus de Kriya Yoga. En ce qui concerne le Kriya Yoga, il déclare :
« Souvenez-vous toujours que vous n'appartenez à personne, et personne ne vous appartient. Réfléchissez que, un jour, vous devrez soudainement tout abandonner dans ce monde, alors faites la connaissance de Dieu maintenant. Préparez-vous pour le voyage astral de la mort par la recherche quotidienne de la perception de Dieu.  À cause de l'illusion, vous vous percevez comme un paquet de chair et d'os, ce qui, au mieux, est un nid de problèmes. Méditez sans cesse, que vous puissiez rapidement vous considérer comme l'Essence Infinie, libre de toute forme de misère. Cessez d'être prisonnier du corps ; en utilisant la clé secrète du Kriya, apprenez à vous échapper dans l'Esprit. »
Il enseigne que la pratique du Kriya donnerait au yogi l'expérience directe de la vérité, contrairement à la simple discussion théorique des Écritures, et :
« Résolvez tous vos problèmes par la méditation. Échangez des spéculations religieuses non rentables pour le contact réel de Dieu. Effacez de votre esprit les débris thématiques théologiques ; Laisser entrer les eaux fraîches et curatives de la perception directe. Accordez-vous à la Guidance interne active ; la Voix Divine a la réponse à tous les dilemmes de la vie. Bien que l'ingéniosité de l'homme pour avoir des ennuis semble être sans fin, le Secoureur Infini n'est pas moins ingénieux. »

### La relation Guru-disciple
Lahiri a souvent parlé de la relation Guru-disciple dans le contexte du Kriya Yoga. Il a toujours donné la technique du Kriya comme une initiation et a enseigné que la technique n'a été correctement apprise que dans le cadre de la relation Guru-disciple,. Il a souvent parlé de la réalisation qui vient en pratiquant le Kriya, comme enseignée par le Guru, et la grâce qui traverse la « transmission » du Guru. Il a également enseigné que la grâce du Guru vient automatiquement si ses instructions sont suivies. Il a suggéré de contacter le Guru pendant la méditation, disant qu'il n'était pas toujours nécessaire de voir sa forme physique.
En ce qui concerne la nécessité de l'aide d'un Guru pour la pratique du yoga profond, il a déclaré :
« Il est absolument nécessaire pour tous les dévots de s'abandonner totalement à leur Guru. Plus on peut s'abandonner au Guru, plus il peut déterminer la plus subtile des subtiles techniques du yoga de son Guru. Sans s'abandonner, rien ne peut être tiré du Guru. »
La relation qu'a connue Lahiri Mahasaya avec ses propres disciples était très personnelle. Il a même varié la façon dont il a enseigné la pratique du Kriya Yoga à chaque disciple, en fonction de ses besoins spirituels individuels.

### Autres enseignements
Lahiri a enseigné que si l'on a une vie honnête et l'on pratique l'honnêteté, il n'est pas nécessaire de modifier sa vie extérieure de manière significative afin de prendre conscience de la présence de Dieu. Si un étudiant négligeait ses responsabilités, il le corrigeait. Il était extrêmement rare pour lui de conseiller les sannyasins, ou de renoncer totalement au monde en devenant un swami. Au lieu de cela, il a conseillé le mariage pour la plupart de ses disciples avec la pratique du Kriya Yoga.
Lahiri a plutôt évité la religion organisée, mais il a permis à au moins un disciple avancé, Panchanan Bhattacharya, d'ouvrir la Arya Mission Institution à Calcutta pour diffuser les enseignements du Kriya. D'autres disciples de Lahiri ont également commencé des organisations pour diffuser le message du Kriya Yoga, y compris Yukteswar Giri avec son Satsanga Sabha. Généralement, Lahiri préférait que le Kriya se propage naturellement.
Lahiri enseignait souvent la Bhagavad Gita. Ses assemblées Gita régulières, appelées Gita Sabha, ont attiré de nombreux disciples. Il a demandé à plusieurs de ses disciples proches d'écrire des interprétations de la Gita à la lumière de sa propre réalisation. Lahiri a enseigné que la bataille de Kurukshetra était vraiment une bataille psychologique intérieure, et que les différents personnages de la bataille étaient en fait des traits psychologiques du yogi en difficulté. Cette compréhension deviendra plus tard la base des commentaires de Paramahansa Yogananda sur la Bhagavad Gita. Lahiri a également enseigné que l'histoire épique du Mahabharata a montré la descente de l'âme dans la matière et ses défis en retraçant son retour vers l'esprit.

## Descendants
Shibendu Lahiri, né en 1939, est un yogi indien et l'arrière-petit-fils de Mahasaya. Il enseigne le Kriya Yoga à travers le monde. Lahiri a reçu la transmission originale du Kriya dans la tradition héréditaire des Rishis de l'Inde, c'est-à-dire de génération en génération.

## Sources
- (en) Cet article est partiellement ou en totalité issu de l’article de Wikipédia en anglais intitulé « Lahiri Mahasaya » (voir la liste des auteurs).